# Дистанционно-транзитивный граф

Граф Биггса — Смита, наибольший 3-регулярный дистанционно-транзитивный граф

Дистанционно-транзитивный граф (англ. distance-transitive graph) — граф, в котором любая упорядоченная пара вершин переводится в любую другую упорядоченную пару вершин с тем же расстоянием между вершинами одним из автоморфизмов графа.
Близким понятием является дистанционно-регулярный граф, однако природа их разная. Если дистанционно-транзитивный граф определяется исходя из симметрии графа через условие автоморфизма, то дистанционно-регулярный граф определяется из условия его комбинаторной регулярности. Каждый дистанционно-транзитивный граф является дистанционно-регулярным, однако обратное не справедливо. Это было доказано в 1969 году, еще до введения в обиход термина «дистанционно-транзитивный граф».
Полностью классифицированы дистанционно-регулярные графы степеней меньших 13.

## Определения дистанционно-транзитивного графа

Полный граф

Граф Петерсона

Граф Хивуда

Граф Паппа

Граф Коксетера

Граф Татта-Коксетера

Существует несколько различных по форме, но одинаковых по смыслу определений дистанционно-транзитивного графа. Предполагается, что граф {\displaystyle \Gamma =(V,E)} — неориентированный, связанный и ограниченный. В определении используются понятия расстояние между вершинами графа и автоморфизм графа:
- Расстояние {\displaystyle d(u,v)} между двумя вершинами {\displaystyle u,v\in V(\Gamma )} графа {\displaystyle \Gamma =(V,E)} есть количество рёбер по наикратчайшему пути, соединяющему {\displaystyle u} и {\displaystyle v}
- Автоморфизм графа  {\displaystyle g:V\rightarrow V} — взаимно однозначное отображение множества вершин графа на себя, сохраняющее смежность вершин.
- Группа автоморфизмов графа {\displaystyle \mathrm {Aut} (\Gamma )} — множество автоморфизмов графа.

Неориентированный, связный, ограниченный граф {\displaystyle \Gamma =(V,E)} называется дистанционно-транзитивным, если для двух любых упорядоченных пар его вершин {\displaystyle (u,v)} и {\displaystyle (x,y)}, таких что {\displaystyle d(u,v)=d(x,y)} существует автоморфизм {\displaystyle g} графа {\displaystyle \Gamma }, такой что {\displaystyle g:(u,v)\rightarrow (x,y)}
Пусть неориентрированный, связный, ограниченный граф {\displaystyle \Gamma =(V,E)} обладает группой автоморфизмов {\displaystyle \mathrm {Aut} (\Gamma )}. Граф {\displaystyle \Gamma } называется дистанционно-транзитивным, если для всех вершин {\displaystyle u,v,x,y}, таких что {\displaystyle d(u,v)=d(x,y)}, существует автоморфизм {\displaystyle g\in G}, который отображает {\displaystyle u\rightarrow x} и {\displaystyle v\rightarrow y}
Неориентированный связный конечный граф {\displaystyle \Gamma =(V,E)} без петель и кратных ребер называется дистанционно-транзитивным, если его группа автоморфизмов {\displaystyle \mathrm {Aut} (\Gamma )} действует транзитивно на упорядоченных парах равноудаленных вершин
Пусть {\displaystyle \Gamma =(V,E)} — связный граф диаметра {\displaystyle D} и {\displaystyle \mathrm {Aut} (\Gamma )} — его группа автоморфизмов. {\displaystyle \mathrm {Aut} (\Gamma )} дистанционно-транзитивна на {\displaystyle \Gamma }, если она транзитивна на каждом множестве {\displaystyle \Gamma _{i}=\left\{(x,y)\in \Gamma \times \Gamma :d(x,y)=i\right\}}, где {\displaystyle i=0,\,1,\,\ldots ,\,D}. Граф {\displaystyle \Gamma } является дистанционно-транзитивным, если его группа автоморфизмов {\displaystyle \mathrm {Aut} (\Gamma )} является дистанционно-транзитивной на нем.
Пусть неориентированный, связанный, ограниченный граф {\displaystyle \Gamma =(V,E)} обладает группой автоморфизмов {\displaystyle \mathrm {Aut} (\Gamma )}. Пусть {\displaystyle G} есть подгруппа {\displaystyle \mathrm {Aut} (\Gamma )}. Граф {\displaystyle \Gamma } называется {\displaystyle G}-дистанционно-транзитивным (англ. {\displaystyle G}-distance-transitive), если для каждой четвёрки вершин {\displaystyle u,v,x,y}, таких что {\displaystyle d(u,v)=d(x,y)}, существует автоморфизм {\displaystyle g\in G}, который отображает {\displaystyle u\rightarrow x} и {\displaystyle v\rightarrow y}. Дистанционно-транзитивным называется граф, который является {\displaystyle G}-дистанционно-транзитивным для некоторой подгруппы {\displaystyle G} группы автоморфизмов графа.
Другими словами, {\displaystyle \Gamma } есть {\displaystyle G}-дистанционно-транзитивный граф, если подгруппа {\displaystyle G} действует транзитивно на множестве {\displaystyle \left\{(x,y)\mid x,e\in V(\Gamma ),\,d(x,y)=i\right\}} при каждом {\displaystyle i}.

## Массив пересечений
Пусть {\displaystyle \Gamma =(V,E)} есть неориентированный, связанный, ограниченный граф, а две его вершины {\displaystyle u,v\in V(\Gamma )} находятся на расстоянии {\displaystyle j=d(u,v)} друг от друга. Все вершины {\displaystyle w}, инцидентные к вершине {\displaystyle u}, можно разбить на три множества {\displaystyle A}, {\displaystyle B} и {\displaystyle C} в зависимости от их расстояния {\displaystyle d(v,w)} до вершины {\displaystyle v} :
{\displaystyle \left\{w\in A\colon d(v,w)=j\right\}},   {\displaystyle \left\{w\in B\colon d(v,w)=j+1\right\}},   {\displaystyle \left\{w\in C\colon d(v,w)=j-1\right\}}.
Если граф {\displaystyle \Gamma } дистанционно-транзитивный, то мощности (кардинальные числа) множеств {\displaystyle a_{j}=|A|,\,b_{j}=|B|,\,c_{j}=|C|} не зависят от вершин {\displaystyle u,v}, а зависят только от расстояния {\displaystyle j=d(u,v)} и называются числами пересечений.
Набор чисел пересечений
{\displaystyle \iota (\Gamma )={\begin{Bmatrix}\ast &c_{1}&c_{2}&\dots &c_{d-1}&c_{d}\\a_{0}&a_{1}&a_{2}&\dots &a_{d-1}&a_{d}\\b_{0}&b_{1}&b_{2}&\dots &b_{d-1}&\ast \\\end{Bmatrix}}}
называется массивом пересечений дистанционно-транзитивного графа.

## Свойства
- Каждый дистанционно-транзитивный граф является дистанционно-регулярным, однако обратное не справедливо[4][9][10][11].
- Дистанционно-транзитивный граф является вершинно-транзитивным и симметричным[3].
- Массив пересечений дистанционно-регулярного графа степени {\displaystyle k}. Так как дистанционно-транзитивный граф является регулярным, то числа пересечений {\displaystyle b_{0}=k} и {\displaystyle c_{1}=1}. Более того, {\displaystyle a_{i}+b_{i}+c_{i}=k}. Поэтому массив пересечений дистанционно-регулярного графа можно записать как[4][7][8]:

{\displaystyle \iota (\Gamma )={\begin{Bmatrix}k,\,b_{1},\,\dots ,\,b_{d-1}\,;\,1,\,c_{2},\,\dots ,\,c_{d}\end{Bmatrix}}}

## Примеры
Простейшие примеры дистанционно-транзитивных графов:
- полные графы {\displaystyle K_{n}}
- полные двудольные графы (биклики) с равными долями {\displaystyle K_{n,n}}
- графы гиперкуба {\displaystyle Q_{n}}

Более сложные примеры дистанционно-транзитивных графов:
- граф Джонсона[14]
- граф Грассмана[15]
- граф Хемминга[16][17]
- граф Ливингстона[18]

## Дистанционно-регулярный и дистанционно-транзитивный графы
На первый взгляд дистанционно-транзитивный граф и дистанционно-регулярный граф являются очень близкими понятиями. Действительно, каждый дистанционно-транзитивный граф является дистанционно-регулярным. Однако их природа разная. Если дистанционно-транзитивный граф определяется исходя из симметрии графа через условие автоморфизма, то дистанционно-регулярный граф определяется из условия его комбинаторной регулярности.
Дистанционно-транзитивный граф является вершинно-транзитивным, и для него определены числа пересечений. Для дистанционно-регулярный графа через комбинаторную регулярность также определены числа пересечений. Из дистанционно-транзитивности графа следует его дистанционно-регулярность, но обратное неверно.
Это было доказано в 1969 г., еще до введения в обиход термина «дистанционно-транзитивный граф», группой советских математиков (Г. М. Адельсон-Вельский, Б. Ю. Вейсфелер, А. А. Леман, И. А. Фараджев). Наименьший дистанционно-регулярный граф, не являющийся дистанционно-транзитивным, — это граф Шрикханде. Единственный тривалентный граф этого типа — это 12-клетка Татта, граф с 126 вершинами.

## Классификация дистанционно-транзитивных графов
Первый общий результат в классификации дистанционно-транзитивных графов был получен в Биггзом и Смитом  в 1971 году, где были классифицированы графы степени три. В течение последующих десяти-пятнадцати лет центральной проблемой в изучении дистанционно-транзитивных графов была классификация дистанционно-транзитивных графов малых степеней. Дистанционно-транзитивные графы степени четыре были полностью классифицированы Смитом.
В 1983 году Камерон, Прегер, Саксл и Зайц и независимо в 1985 году Вайс доказали, что для любой степени большей двух существует ограниченное число дистанционно-транзитивных графов.

### Классификация кубических дистанционно-транзитивных графов
В 1971 году Н. Биггз и Д. Смит доказали теорему, что среди кубических (тривалентных) графов существует ровно 12 дистанционно-транзитивных графов:
| Название графа                       | Число вершин | Диаметр | Обхват | Массив пересечений                |
| ------------------------------------ | ------------ | ------- | ------ | --------------------------------- |
| Полный граф K4                       | 4            | 1       | 3      | {3;1}                             |
| Полный двудольный граф K3,3          | 6            | 2       | 4      | {3,2;1,3}                         |
| Граф гиперкуба {\displaystyle Q_{3}} | 8            | 3       | 4      | {3,2,1;1,2,3}                     |
| Граф Петерсена                       | 10           | 2       | 5      | {3,2;1,1}                         |
| Граф Хивуда                          | 14           | 3       | 6      | {3,2,2;1,1,3}                     |
| Граф Паппа                           | 18           | 4       | 6      | {3,2,2,1;1,1,2,3}                 |
| Граф додекаэдра                      | 20           | 5       | 5      | {3,2,1,1,1;1,1,1,2,3}             |
| Граф Дезарга                         | 20           | 5       | 6      | {3,2,2,1,1;1,1,2,2,3}             |
| Граф Коксетера                       | 28           | 4       | 7      | {3,2,2,1;1,1,1,2}                 |
| Граф Татта — Коксетера               | 30           | 4       | 8      | {3,2,2,2;1,1,1,3}                 |
| Граф Фостера                         | 90           | 8       | 10     | {3,2,2,2,2,1,1,1;1,1,1,1,2,2,2,3} |
| Граф Биггса — Смита                  | 102          | 7       | 9      | {3,2,2,2,1,1,1;1,1,1,1,1,1,3}     |

### Дистанционно-транзитивные графы степени больше трёх
Все дистанционно-транзитивные графы степени {\displaystyle k<13} известны. Все дистанционно-транзитивных графы степени (валентности) четыре ({\displaystyle k=4}) были получены Д. Смитом в 1973-74 годах, а пятой, шестой и седьмой степеней в 1984 году А. А. Ивановым, А. В. Ивановым и И. А. Фараджевым.
В 1986 году А. А. Ивановым и А. В. Ивановым были получены все дистанционно-транзитивные графы степеней от {\displaystyle k=8} до {\displaystyle k=13} .

### Походы к классификации
Списки дистанционно-транзитивных графов малых степеней были получены в рамках подхода, основанном на рассмотрении стабилизатора отдельной вершины и теоремах, ограничивающих диаметр графа. А. А. Иванов назвал этот подход «локальным». «Глобальный» же подход основывается на рассмотрении действия группы автоморфизмов на множестве вершин. Этот подход позволяет классифицировать дистанционно-транзитивные графы, действие группы на которых примитивно. Из них затем конструируют все остальные.